# اولاوس موری
اولاوس موری (انگلیسی: Olaus Murie; ۱ مارس ۱۸۸۹ – ۲۱ اکتبر ۱۹۶۳) زیست‌شناس، طبیعت‌شناس، جانورشناس، و بوم‌شناس اهل ایالات متحده آمریکا بود.
وی همچنین برندهٔ جوایزی همچون برنامه فولبرایت شده‌است.